# Signoria di Bellême

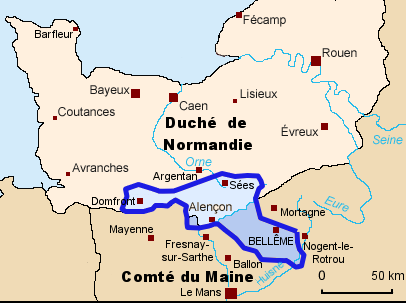
Signorie di Bellême e d'Alençon

La signoria di Bellême fu la tenuta di proprietà della famiglia Bellême dal X secolo all'anno 1113. Situato ai margini del Ducato di Normandia e della Contea di Maine. Oltre alla sua capitale, Bellême, le sue principali città erano Sées, Alençon e Domfront.

## Origine
Situato in una regione di foreste e colline, la signoria di Bellême era una striscia di terra lunga 120 km. Ampie valli (Sarthe, Huisne, Mayenne) attraversano da nord a sud ed erano tutte vie di comunicazione tra la Normandia e la Valle della Loira. I signori di Bellême approfittavano di questa situazione costruendo castelli sopra questi corridoi e riscuotendo tasse.

Blasone dei Bellême

La signoria era vicina ai principali principati: la Tenuta Reale dei Capetingi, la Contea di Blois-Chartres, il Ducato di Normandia e la Contea di Angiò. Di conseguenza: il suo obbiettivo era quello di rendere omaggio ai duca di Normandia, ai conti di Maine ma anche al re di Francia. Questa posizione marginale fece fortuna e allo stesso tempo la decadenza di questo territorio. "Le strategie attuate dalla casa di Bellême, in particolare l'appropriazione e il controllo del fondo forestale da parte dei castelli, la combinazione di alleanze matrimoniali che tracciano reti su entrambi i lati di questa barriera, permisero ai suoi signori di costruire e mantenere il loro dominio su questo ambito spazio ma anche di plasmare un territorio che alla fine cadde nell'orbita anglo-normanna. In sintesi, la signoria di Bellême è un modello di "signoria di confine", cosi la definiva Gerard Louise.

## Crescita e caduta della signoria di Bellême
I duchi di Normandia cercarono di dominare questo territorio, ma i signori di Bellême si impegnarono per sviluppare una certa indipendenza. Tanto che nel XI e XII secolo divennero una minaccia permanente per la tranquillità della Normandia meridionale. Mentre i duchi hanno sempre cercato di limitare il potere dei loro vassalli affidando loro proprietà sparse, il territorio della famiglia Bellême era l'unica signoria esistente in Normandia. 
Gli eventi che seguono non sono chiari. Nel 1050 sembra che Guglielmo II Talvas avesse chiesto aiuto al conte d'Angiò, cosa che gli era stata promessa. D'altra parte, Alençon e il Fronte della Cattedrale si ribellarono contro il duca, e Guglielmo II di Normandia lanciò con successo una campagna per sottomettere i ribelli e riprendere il controllo del governo di Belléme. Ordericus Vitalis riferisce che la famiglia Montgommery riportò Guglielmo al potere, e Ruggero II di Montgommery ricevette la mano di sua figlia - unica erede - Mabile de Belléme. Sembra anche che abbia chiesto al duca Guglielmo di sposarlo al fine di ripristinare la pace sul confine meridionale della Normandia. Roberto II di Bellême, ricostruì la tenuta di famiglia. All'inizio del XII secolo, la signoria era al suo apice, con circa 40 castelli la difesero.
Eppure fu durante questo periodo che il re d'Inghilterra e il duca di Normandia Enrico I d'Inghilterra riuscirono a togliere questa signoria. Nel 1112 arrestò Roberto II di Bellême, prese il controllo di Alençon, e l'anno seguente guidò una coalizione, composta da Thibaut IV di Blois, Foulque V d'Angiò e Rotrou II di Mortagne (sposa Adele/Adelise figlia di Guerino di Domfront), che presero Bellême e le altre roccaforti della signoria. Nel 1119, su richiesta di Foulques V, Enrico Ie Beauclerc ricevette in grazia Guglielmo III Talvas, figlio di Roberto II di Bellême, e gli restituì tutte le terre che suo padre aveva posseduto in Normandia, eccetto Bellême.

## Lista dei signori di Bellême
- Yves I de Bellême († 1005)[9][10]
- Guglielmo I di Bellême (... – † 1031)[11]
- Guerino di Domfront († 1026)[12]
- Yves vescovo di Séez († 1070)[13].
- Mabile Talvas  (... – † Bures (Orne), 2 dicembre 1079), moglie di Ruggero II di Montgommery (c.1050 - † 1094)
- Emma de Montgomery de Metz (1050 circa – † 1100) figlia di Mabel di Bellême e Ruggero II di Montgomery, che sposa Guarino di Metz (1050 – † 1115)[14][15]
- Roberto II di Bellême (1052 circa – † 1130 circa), morto poco dopo il 1130[16]
- Guglielmo III di Bellême (... – † 29 giugno 1171), l'ultimo signore di Bellême, in seguito alla cattura del Castello di Bellême da parte di Enrico I d'Inghilterra[17]